# Милош Тошески
Милош Тошески (Београд, 24. фебруара 1998) македонски је фудбалер који тренутно наступа за Напредак из Крушевца.

## Каријера
Тошески је рођен у Београду, а у млађим репрезентативним узрастима представљао је Северну Македонију. Био је капитен омладинске селекције Бродарца која се такмичила у УЕФА Лиги младих. Са првим тимом тог клуба освојио је прво место на табели Београдске зонe за сезону 2017/18. Касније је прешао у Земун где је дебитовао у Суперлиги Србије. Из Земуна је отишао у Работнички где се задржао годину дана, а затим се вратио у Бродарац где је наступао током календарске 2021. Током јануара 2022. отишао је у казахстански Атирау, али се наредног месеца вратио у Србију и потписао за суботички Спартак. У јуну 2024. потписао је за Напредак из Крушевца.

## Трофеји и награде
Бродарац
- Омладинска лига Србије : 2016/17.[14]
- Београдска зона : 2017/18.[6]